# Албазинка
Албази́нка — село в Завитинском районе Амурской области России. Административный центр Албазинского сельсовета. Возникла в 1903 году и названа в честь иконы Албазинской Богоматери, впервые привезенной на Амур иеромонахом Гермогеном в 1665 году. Первоначальным названием деревни было Павло-Петровка. В августе 1919 года в с. Албазинка Завитинской волости состоялось совещание представителей наиболее крупных партизанских отрядов области, на котором было проведено районирование действий отрядов и создан руководящий орган.

## География
Село Албазинка стоит на левом берегу реки Завитая.
Село Албазинка расположено к юго-западу от города Завитинска.
Дорога к селу Албазинка идёт на запад от автотрассы Завитинск — Поярково, из окрестностей села Камышенка, через Успеновку.
Расстояние до районного центра города Завитинска — 32 км.
От села Албазинка вверх по левому берегу реки Завитая идёт дорога к селу Платово.

## Население
| 2002 | 2010 | 2012 | 2013 | 2014 | 2015 | 2016 |
| ---- | ---- | ---- | ---- | ---- | ---- | ---- |
| 376  | ↘251 | ↘239 | ↘229 | ↘220 | ↘217 | ↘204 |
| 2017 | 2018 |      |      |      |      |      |
| ↘192 | ↘179 |      |      |      |      |      |

## Инфраструктура
- Сельскохозяйственные предприятия Завитинского района.